# جيسوس كويلار
جيسوس كويلار (بالإسبانية: Jesús Cuéllar)‏ مواليد 28 ديسمبر 1986 في بوينس آيرس، الأرجنتين، هو ملاكم محترف أرجنتيني يصنف ضمن فئة وزن الريشة. حقق بطولة رابطة الملاكمة العالمية.

## إحصائيات
خاض خلال مسيرته 29 نزالا، فاز في 28 وخسر في 1. فاز بالضربة القاضية في 21 نزالا.

## روابط خارجية
- جيسوس كويلار على موقع بوكس ريك (الإنجليزية) (registration required)